# Ligia baudiniana
{{Bảng phân loại
| name = Ligia baudiniana
| image =
| image caption =
| regnum=Animalia
| familia = Ligiidae
| classis=Malacostraca
| ordo=Isopoda
| genus = Ligia
| species = L. baudiniana
| binomial = Ligia baudiniana
| binomial_authority = H. Milne Edwards, 1840 
| species = L. baudiniana là một loài chân đều trong họ Ligiidae. Loài này được H. Milne Edwards miêu tả khoa học năm 1840.